# Europäischer Fernwanderweg E10

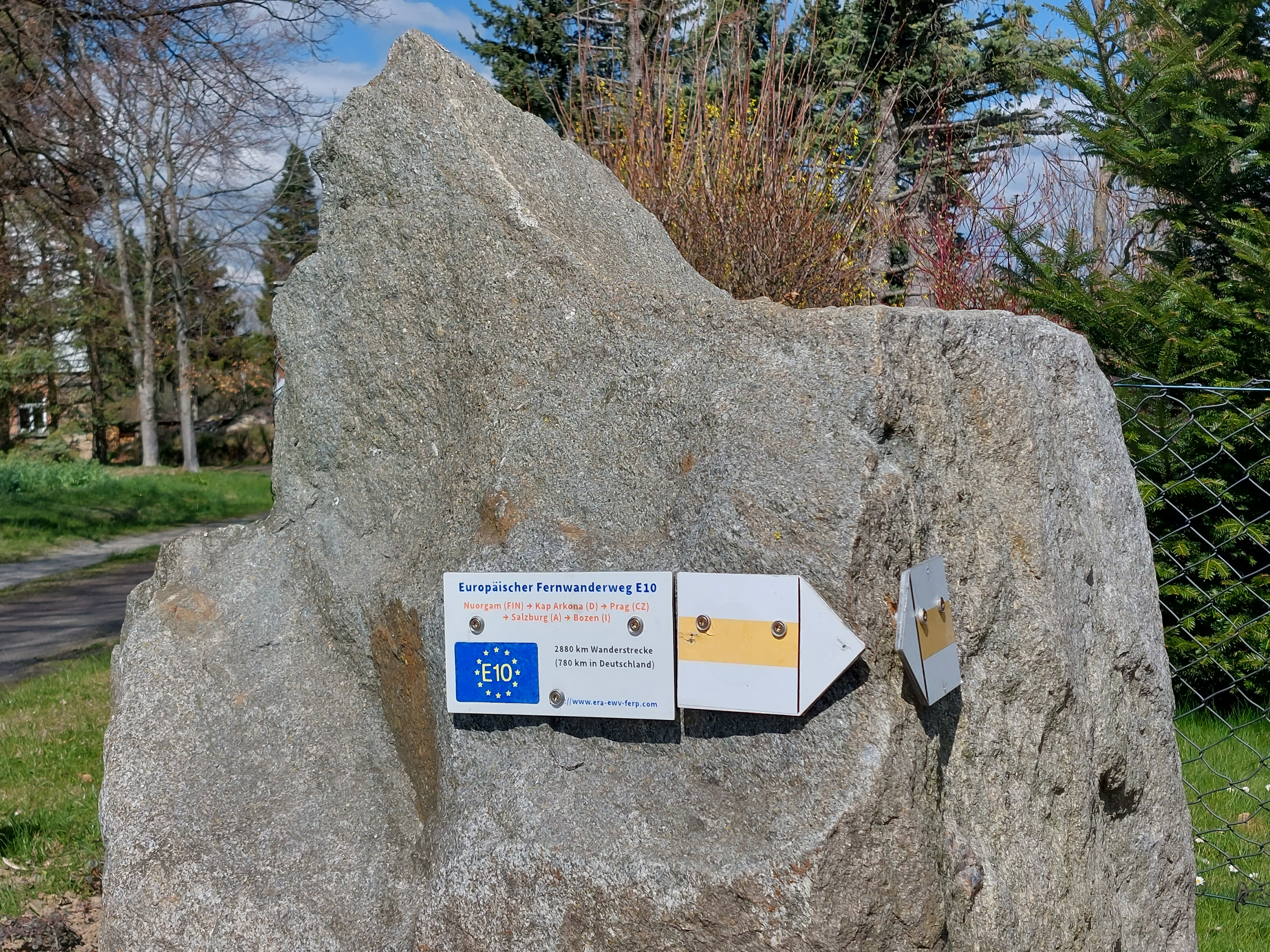
Wanderweg E10 in Niedercunnersdorf

Der Europäische Fernwanderweg E10 ist Teil des europäischen Wanderwegnetzes und soll einmal vom Norden Finnlands bis zum Süden Spaniens führen. In vielen Ländern sind Ausbau und Markierung bislang aber nur bruchstückhaft vorhanden oder in Planung. Der Fernwanderweg E10 führt außer den vorgenannten Ländern noch durch Deutschland, Tschechien, Österreich, Italien und Frankreich. Die Gesamtlänge beträgt 2370 Kilometer.

## Finnland
In Finnland scheint der Verlauf noch nicht ganz fest zu stehen, auch gibt es keine durchgehende Markierung oder Beschreibungen. In etwa beginnt der E10 dort bei Nuorgam an der Grenze zu Norwegen als nördlichster Punkt und führt dann nach Inari. Weiter südlich durchquert er dann Saariselkä und führt dann südöstlich weiter nach Tulppio. Von dort führt er nach Salla, nahe der russischen Grenze, noch nördlich des Polarkreises.
Bereits südlich des Polarkreises erreicht er zuerst Posio, dann weiter südlich Puolanka. Nun geht es in südöstlicher Richtung nach Hyrynsalmi. Von dort, ebenfalls in etwa südöstlicher Richtung, erreicht der E10 Joensuu, dann geht es weiter in etwa südlicher Richtung nach Imatra an der finnisch-russischen Grenze. Von dort führt er in südwestlicher Richtung nach Lappeenranta und erreicht dann mit dem finnischen Meerbusen die Ostsee.
Von dort aus führt der E10 dann auf dem (finnischen) Königsweg (eine alte Fernstraße von Helsinki nach Sankt Petersburg) nach Helsinki und von dort aus weiter in westlicher Richtung bis nach Hanko, der südlichsten Stadt Finnlands, wo dann mit einer Fähre die Verbindung nach Deutschland hergestellt wird, wo der E10 dann bei Sassnitz auf der Insel Rügen weiterführen soll.

## Deutschland

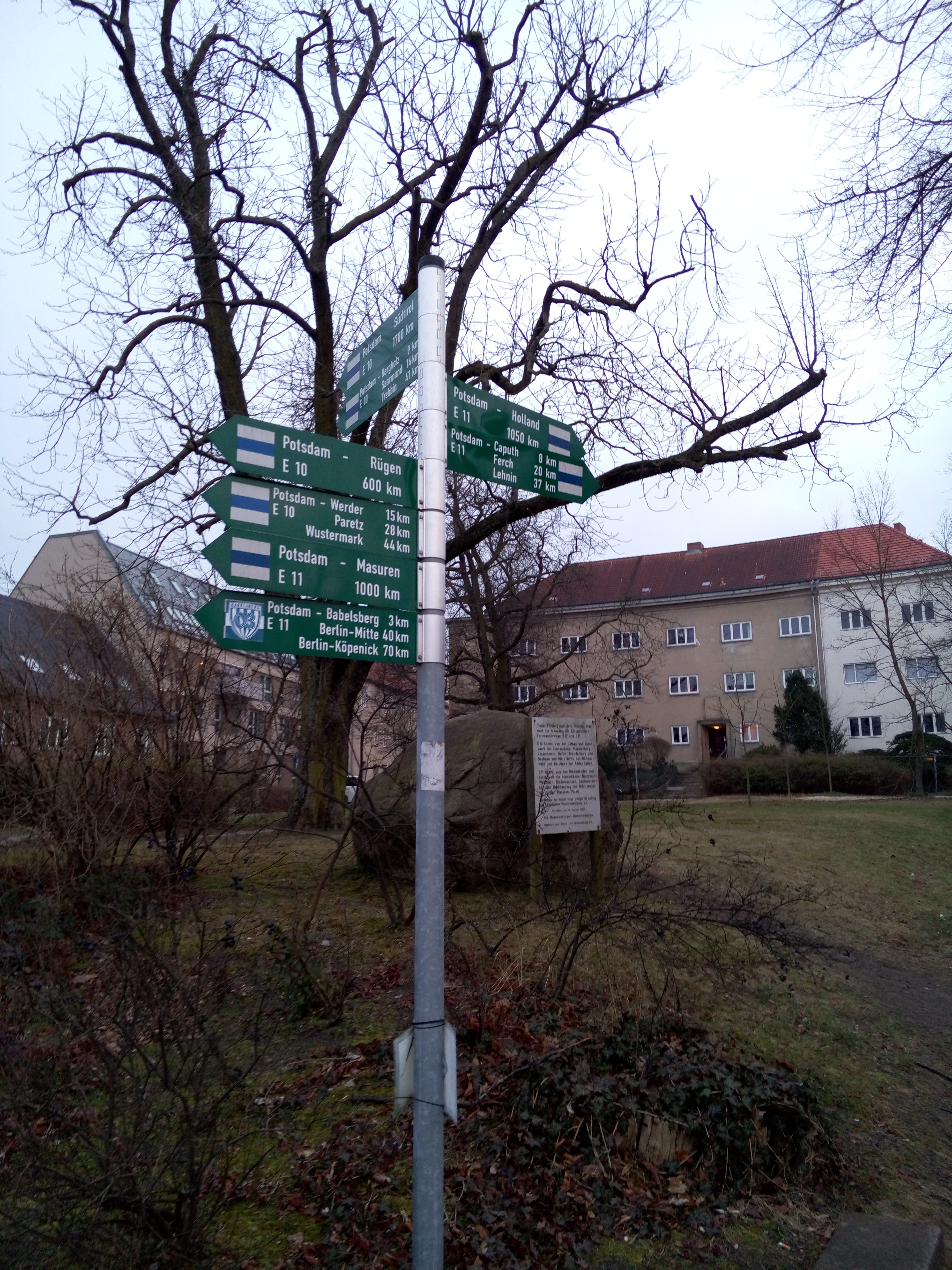
Kreuzung der Wanderwege E10 und E11 in Potsdam, ca. 600 Wegkilometer vom deutschen Startpunkt auf Rügen entfernt.

In Deutschland beginnt der E10 auf der Insel Rügen. Obwohl der Fernwanderweg aus Finnland kommend in Sassnitz ankommen soll, ist dort von der Markierung (drei horizontale Striche weiß-Farbe-weiß oder auch das Andreaskreuz) nichts zu sehen. Die Anbindung von Finnland scheint (zumindest erst einmal) völlig aufgegeben worden zu sein.
So beginnt der Fernwanderweg E10 auf deutschem Gebiet an der nördlichsten Stelle von Rügen, beim Kap Arkona bei den Leuchttürmen und führt über Stralsund, Tribsees und Malchow nach Strasen.
Hier trennt sich der E10 in zwei Varianten:
Die östliche Variante führt von Strasen nach Fürstenberg, dann südlich über Dannenwalde und Zehdenick, entlang der Ostseite des Lehnitzsees nach Hohen Neuendorf nördlich von Berlin. Von hier führt der Weg westlich über Hennigsdorf nach Brieselang.
Die westliche Variante führt von Strasen nach Rheinsberg, dann weiter südlich durch die Ruppiner Schweiz nach Neuruppin. Von dort aus führt der Weg am Ruppiner See entlang weiter über Wustrau nach Brieselang, wo die beiden Varianten des E10 wieder zusammentreffen.

Im Neuruppiner Ortsteil Wuthenow haben Kinder Wegweiser entlang des Fernwanderwegs bemalt

Die Havel wird bei Ketzin mit der Fähre überquert und bei Werder über eine Bahnbrücke. In Potsdam kreuzt der Europäische Fernwanderweg E11 den Weg. Über Trebbin und Zossen führt der Weg nach Groß Köris im Naturpark Dahme-Heideseen, anschließend wird das Biosphärenreservat Spreewald mit Lübbenau und Burg (Spreewald) durchquert und Cottbus erreicht. Von dort aus geht es über Spremberg nach Bad Muskau an der Grenze zu Polen.
Der Weg durchquert die Muskauer Heide in Richtung Süden weiter nach Niesky und Löbau. Mit dem Lausitzer Bergland wird die Norddeutsche Tiefebene verlassen und der Weg überwindet die ersten größeren Steigungen. 
Der Fernwanderweg E10 erreicht zwischen Salzburg und Berchtesgaden nochmals deutsches Gebiet. Hier führt er jedoch weiterhin seine österreichische Markierung rot-weiß-rot. Vom Salzburger Hochthron kommend überquert der Wanderweg die deutsch-österreichische Grenze und führt auf den Berchtesgadener Hochthron, dann hinab nach Maria Gern und über Anzenbach nach Berchtesgaden. Von dort geht es dann weiter südwärts nach Schönau am Königssee, danach in gleicher Richtung weiter zur Nordspitze des Königssees. Von hier aus nutzt der E10 dann ein Schiff bis St. Bartholomä. Nun geht es wieder auf festem Boden weiter, über die Saugasse aufwärts zum Funtensee, hinter dem dann die deutsch-österreichische Grenze wieder überquert wird.

## Tschechien
In Tschechien besteht die Markierung des E10 weiterhin aus drei horizontalen Strichen weiß-Farbe-weiß.
Von der deutsch-tschechischen Grenze her kommend, erreicht  der E10 Varnsdorf, führt dann in südwestlicher Richtung nach Jiřetín pod Jedlovou, von wo aus der Wanderweg in südlicher Richtung weiter nach Česká Lípa führt. Über Jestřebí geht es nun weiter nach Doksy, Lhotka u Mělníka nach Mělník. Von hier aus folgt der E10, grob gesprochen, der Moldau nach Prag. Dann führt er über Radotín, Kosoř, Solopysky, Mořinka, Karlstein, Zadní Třebaň, Halouny weiter nach Kytín. Über Slovanská Lhota führt der Fernwanderweg dann weiter über Žebrák, Hřiměždice, dann über Luhy, Nepřejov und Smolotely nach Bohostice. Weiter geht es nach Karmenná, Kozárpvice, Pukňov, über Orlík nat Vltavou, Nevezíce, Zbonín, Stědronin-Plazy nach Nová Vráz und Písek.
Nun führt der E10 weiter zum Aussichtsturm Jarník, von dort nach Albrechtice nad Vltavou, über den Vysoký Kamýk nach Bohunice (Ortsteil von Všemyslice) und weiter nach Týn nad Vltavou. Über Litoradlice (Horní Kněžeklady) geht es nach Hluboká nad Vltavou und Ceskě Budějovice und von dort in das Zentrum vom Budweis.
Von dort führt der E10 über Boršov nad Vltavou zur Burg Dívčí Kámen, weiter über Třísov nach Zlatá Koruna, Kokotín, auf den Kleť, dann weiter über Nový Dvůr nach Český Krumlov, Malotín, Slavkov, Světlík, den Lišcí vrch (829 m) nach Frymburk und dann zum Moldau-Stausee. Von dort führt der Wanderweg nach Lipno nad Vltavou, dann durch die Moldau-Schlucht nach Vyšší Brod, von dort weiter nach Mnichovice und über Studánky erreicht er dann die tschechisch-österreichische Grenze.

## Österreich
In Österreich besteht die Markierung des E10 aus drei horizontalen Strichen rot-weiß-rot. Der Verlauf folgt größtenteils dem Rupertiweg (Österreichischer Weitwanderweg 10) und dem Südalpenweg (Österreichischer Weitwanderweg 03).
Von der tschechisch-österreichischen Grenze her kommend, erreicht der E10 mit der Markierung rot-weiß-rot Bad Leonfelden, um dann zum Sternstein zu führen. Weiter führt er über Guglwald, Innenschlag, Haslach nach St. Oswald. Über Wurmbrand, den Bärenstein führt er dann nach Aigen-Schlägl. Nun geht es über Peilstein, Eschernhofer Berg östlich von Kollerschlag über den Ameisberg nach Oberkappel.
Hier trennt sich der E10 in zwei Varianten: Die Hauptstrecke ist eine mittelgebirgische Strecke, eine Variante folgt weitgehend den Flüssen Inn und Salzach.
- Hauptstrecke: Von Oberkappel führt diese Variante über Altenhof, Niederranna, überquert die Donau, dann geht es weiter über Prünst. Jungfraunstein, Berndorf, Ruprechtsberg, Grünedt, Andorf, Jebling nach Zell an der Pram. Weiter geht es über Riedau, St. Nikola zum Ort Pram. Nun weiter nach Buchegg, Haag am Hausruck, über Luisenhöhe und dem Sulzberg, Tanzboden, Urhamerberg nach Hinterschlagern. Nun geht es über den Guggenberg, Schratteneck und den Steiglberg, dann Jagleck, Scherfeck, Maria Schmolln wird passiert und Mattighofen erreicht. Über Pfaffstätt, Auerbach, Moosdorf, Gstaig, Eggelsberg, Ibm, am Heratinger See vorbei nach Dorfibm, weiter nach Holzöster und Ostermiething, wo die beiden Varianten des E10 sich wieder vereinigen.

- Inn-Salzach Variante:  Von Oberkappel führt diese Variante über Neustift im Mühlkreis, Penzenstein, Niederranna, überquert die Donau, dann geht es nach St. Aegidi, Stadl, Sauwald, Oberharmannsedt, Schatzedt, Schardenberg, Fronwald (Turm), Innenge, Wernstein am Inn, Pramspitz, nach Schärding. Von hier aus führt diese Variante über Badhöring, St. Marienkirchen, Lindenedt nach Antiesenhofen. Nun geht es über Stift Reichersberg, Obernberg, Kirchdorf, Holl, Frauenstein, Hagenau weiter nach Braunau am Inn. Nun von der Mündung der Salzach über Überackern, Ach, Heilbrünnl, St. Radegund, Ettenau nach Ostermiething, wo die beiden Varianten des E10 sich wieder vereinigen.

Nun führt der vereinigte E10 weiter nach Wildshut, dann nach Oberndorf bei Salzburg, Nußdorf, über den Haunsberg geht es über Doppalm zum Raggingersee, dann weiter über Voggenberg, Lengfelden, nach Maria Plain.
Hier teilt sich der E10 erneut in zwei Varianten, der Stadtroute und der Route über den Gaisberg:
- Stadtroute: Vom Wallfahrtsort aus führt sie über Bergheim nach Salzburg, dort Pioniersteg, Lehner Brücke, Mönchsberg, Festung Hohensalzburg zur Pflegerbrücke, wo die beiden Routen sich wieder vereinigen.

- Gaisbergroute: Von Maria Plain geht es durch Salzburg auf den Gipfel des Gaisbergs, von dort Abstieg nach Glasenbach und weiter zur Pflegerbrücke.

Der E10 führt von der Pflegerbrücke über Glanegg hinauf zum Zeppezauerhaus und weiter zum Salzburger Hochthron an der deutsch-österreichischen Grenze.
Nun führt der Wanderweg mit seiner österreichische Markierung rot-weiß-rot über Berchtesgaden zum Königssee, welcher mit dem Boot nach St. Bartholomä übersetzt wird. Von dort wird zum Funtensee aufgestiegen, knapp danach wird Deutschland wieder nach Österreich verlassen.
Von der Grenze an führt der E10 weiter über Salzburger Kreuz/Wunderquelle, Riemann-Haus, Maria Alm, Hundestein/Statzerhaus, Huberalm nach Taxenbach.
Von hier aus führt der E10 nun wirklich hochalpin weiter über die Kitzlochklamm, Rauris, Seebachscharte, Biber-Alm nach Bad Hofgastein. Nun weiter über Hundsdorf, Angertal, Miesbichlscharte zum Unteren Bockhartsee und nach Sportgastein. Nun zur Hagener Hütte und über Jamnighütte nach Mallnitz. Dann führt der Wanderweg weiter durch das Dösental, über Konrad-Hütte, dem Arthur-von-Schmid-Haus, Seeschartl, Kaponig-Biwakschachtel, Tristentörl (mit 2780 m der höchste Punkt des E10), Stapnik-See, Riekentörl, Reißeck-Hütte, Kohlmaier-Hütte, über St. Paul nach Spittal an der Drau.
Von hier aus verläuft der E10 über die Krendlmaralm, Goldeck, Gusenbach, Eckwand, Stosia nach Techendorf am Weißensee. Von hier aus auf über die Naggleralm, Lorenzeralm nach St. Lorenzen und weiter nach Hermagor.
Nun führt der E10 über St. Urban, Kühweger Törl auf das Nassfeld, über Madritschen, Trogkofel und Rattendorfer Alm, Cima di Lanza, Gugel, Straniger Alm, Nölbing Pass, Zollnerseehütte, Kronhofgraben, Köderkopf, Anger-Tal zum Plöckenhaus, Valentin-Tal, Valentintörl zur Wolayerseehütte am gleichnamigen See. (Zwischen Nassfeld und Plöckenhaus wird mehrfach italienisches Gebiet betreten). Nun weiter über Obere Wolayeralm, Kreuzleithöhe, Niedergailalm, Obergailjoch, Obergailalm, Gemskofel, Frohn-Tal zum Hochweißsteinhaus.
Von hier aus führt der E10 über Lugauer Törl, Zererhöhe, Kirchberger Alm, Hochspitz,  Winklertal, Reiterkarspitz, Spitzköfele, Tilliacher Alm, Heretkofel,  Königswand, Tscharrhütte, Roßkopf-Törl zum Obstansersee. Nun geht es weiter über Eisenreich, Hochgräntenjoch, Hollbrucker Spitze zur Sillianer Hütte. Nun führt der E10 weiter über Forcher Kaser, Weitlanbrunn zur italienisch-österreichischen Grenze nahe Prato alla Drava.

## Italien
In Italien ist die Markierung des E10 meist rot-weiß und verläuft meistens auf  örtlichen Wanderwegen.
Von der italienisch-österreichischen Grenze nahe Winnebach führt der E10 über St. Sylvester, Sylvester-Tal, Wahlen (nahe Toblach), Kirchberg, Schloss Welsperg, Welsberg-Taisten, Imberg, Oberrasen, Aschbach, Erdpyramiden, Oberwielenbach, Dietenheim, Stegen (nahe Bruneck) nach Pfalzen. Nun geht es über den Issinger Weiher, Pichlern,  nach Terenten und dann weiter über Niedervintl (Vandoies) Nauders, Vill, Natz, Elvas nach Brixen. Von hier aus führt der E10 über Tils, die Radlseehütte, die Klausner Hütte, das Schutzhaus Latzfonser Kreuz, und nun weiter Gasteiner Sattel, Rittner Horn, Tannhof, Riggermoos, Oberbozen nach Bozen.
Von hier aus ist der E10 noch nicht realisiert. Zum Weiterwandern zur französisch-italienischen Grenze bietet sich eventuell der Tratto Lombardo und die Grande Traversata delle Alpi an.

## Frankreich
In Frankreich ist der Verlauf des E10 noch nicht festgelegt und dementsprechend auch nicht markiert. Von der französisch-italienischen Grenze bis zur französisch-spanischen Grenze kann man sich nur teilweise an den Verlauf des E7 an der Côte d’Azur halten, um dann möglicherweise dem Verlauf des E4 zum Grenzort Portbou zu folgen.

## Spanien
In Spanien ist der E10 auch noch lückenhaft, führt jedoch auf GR 92 entlang. Von Portbou geht es an der Costa Brava nach Cadaqués. Im weiteren Verlauf werden Roses, Palamós, Lloret de Mar berührt, dann wird Blanes erreicht. Hier verlässt der Wanderweg die Küste und führt im Hinterland über Tordera weiter, umgeht dann Barcelona und erreicht erst wieder in Sitges die Küste. Nun führt er in einem großen Bogen durch das Hinterland wieder an die Küste bei Tarragona. Es geht weiter über Cambrils, l'Hospitalet de l'Infant, l'Ametila de Mar um dann bei l'Ampolla die Küste erneut zu verlassen. In Amposta wird dann der Ebro überquert, kurz darauf endet dann der E10/GR92 in Ullecona an der Grenze zur Provinz Valencia.
Erst in der Region Murcia ist der E10 wieder realisiert und führt wieder auf dem GR92 entlang. Vom küstennahen San Pedro del Pinatar aus geht in Küstennähe am Mar Menor vorbei, Cabo de Palos wird etwa abseits passiert. Dann führt der E10 in Cartagena am Hafen entlang und dann weiter durch die Sierra de la Muela nach Puerto de Mazarrón und nach Águilas, wo an der Küste die Grenze der autonome Gemeinschaft  Andalusien erreicht ist.
Über San Juan de los Terreros führt der E10/GR92 an der Küste entlang über Garrucha, Carboneras,  in den Naturpark Cabo de Gata. In der Sierra del Cabo de Gata führt der E10 weiter durch Las Negras, Los Escullos, San José, dann weiter über den San Miguell zum Leuchtturm von Cabo de Gata. Nun scheint eine Markierungslücke bis hinter Almería vorhanden zu sein. Von Aguadulce aus geht es dann an der Küste nach Roquetas de Mar, und von dort dann nach Adra am Fuß Sierra Nevada, wo der markierte Bereich des E10 endet.